# Île-de-Sein
Île-de-Sein é uma ilha e comuna francesa na região administrativa da Bretanha, no departamento Finistère. Estende-se por uma área de 0,6 km². Em 2010 a comuna tinha 257 habitantes (densidade: 428,3 hab./km²).
Île-de Sein é um lugar de baixa altitude e inóspito, especialmente para plantas e árvores. O principal destaque da ilha é um farol no seu extremo.
Pertence à rede das As mais belas aldeias de França.

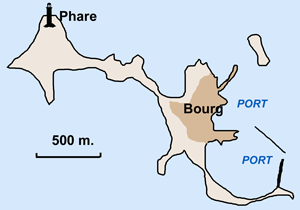
Mapa de Île-de-Sein